# Fares Maakaroun

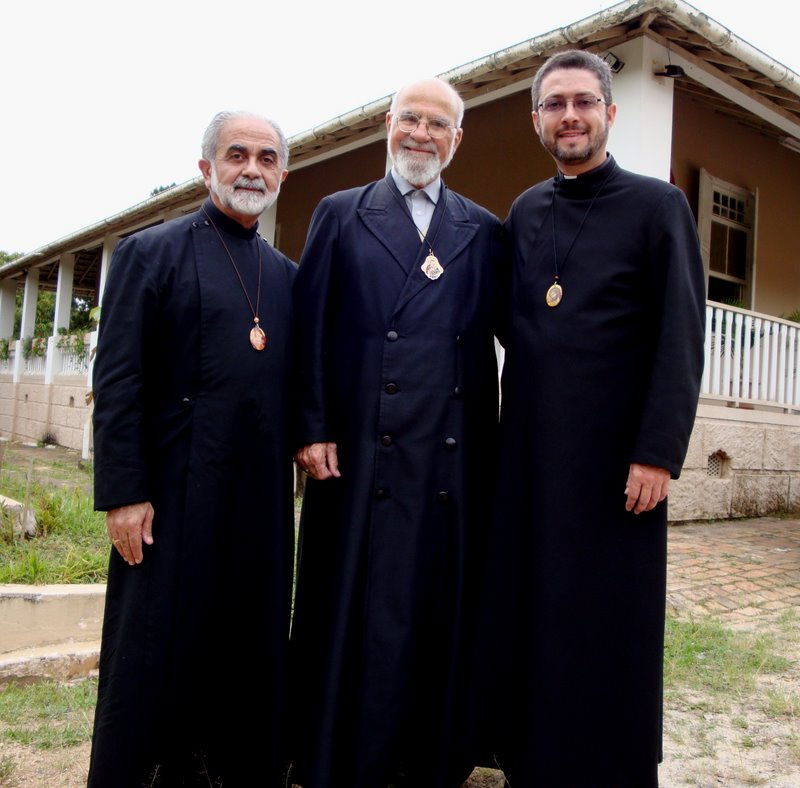
Spiridon Mattar zwischen Fares Maakaroun und dem Archimandrit Theodoro

Fares Maakoroun, auch Farès Maakoroun (* 12. Oktober 1940 in Rayak, Libanon) ist emeritierter Erzbischof der Melkitischen Griechisch-Katholischen Kirche in Brasilien.

## Werdegang
Er besuchte zunächst die Grundschule seiner Heimatstadt und wechselte dann auf eine weiterführende Schule nach Harissa. Mit dem Schulabschluss ging er als Novize zu den Weißen Väter in Gap (Frankreich). Er studierte ab 1960 Philosophie und Theologie am Priesterseminar der Weißen Väter in Jerusalem und erlangte das Lizentiat für Theologie. Seine Priesterweihe erhielt er am 18. Dezember 1966. Bis zu seiner Ernennung zum Bischof im Jahre 1995 war er Professor am Seminar in Harissa, Leiter des Seminars von Damaskus, Generalsekretär der Caritas im Libanon und schließlich Generalvikar in Latakia in Syrien.

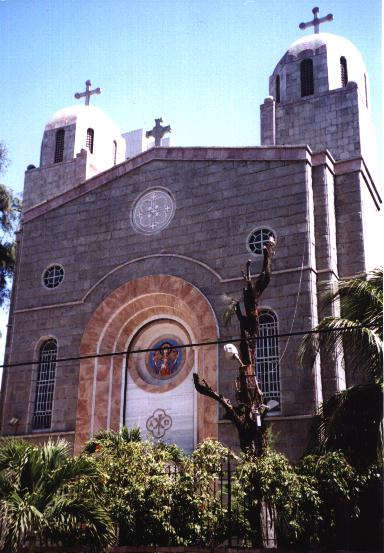
Kathedrale der Melkiten in Fortaleza

## Bischofsämter
Am 31. Juli 1995 erhielt Maakaroun die Ernennung zum Erzbischof von Latakia in Syrien und wurde am 17. Dezember 1995 von Patriarch Erzbischof Maximos V. Hakim und den Mitkonsekratoren Erzbischof (em.) Michel Yatim von Latakia und Erzbischof Jean Mansour SMSP, Weihbischof in Antiochien, zum Bischof geweiht. Am 18. Dezember 1999 erhielt er die Ernennung zum Erzbischof Pro hac vice, als Bischof der in Brasilien lebenden Gläubigen der melkitisch griechisch-katholischen Kirche mit dem Bischofssitz an der Kathedrale „Unserer Lieben Frau vom Paradies“ in São Paulo. In dieser Funktion war er Mitkonsekrator von Erzbischof Nikolaki Sawaf von Latakia. Im Oktober 2010 war er Teilnehmer der Sonderversammlung der Bischofssynode über den Nahen Osten in Rom. Seine Einwendungen zum Schlussprotokoll war der Aufruf, in „Liebe“ für den Frieden einzutreten – aber, so führte er an, „…es gibt keine wahre Liebe ohne wahre Heiligkeit. Lassen Sie uns heilig sein, weil unser himmlischer Vater ist heilig. Heiligkeit ist die Lösung. Ja, geheiligte Liebe, das ist die Lösung.“
Papst Franziskus nahm am 21. Juli 2014 seinen Rücktritt an.